# Платонов, Юрий Денисович
Юрий Денисович Платонов (род. 14 мая 2000, Саратов) — российский хоккеист, нападающий клуба «Югра». Мастер спорта России (2022).

## Биография
Сын хоккеиста Дениса Платонова. Родился, когда отцу было 18 лет. В три года начал заниматься хоккеем в саратовском «Кристалле». С 2005 года отец стал выступать за «Металлург» Магнитогорск, где продолжил играть и Юрий Платонов. В сезоне 2016/17 дебютировал в команде МХЛ «Стальные лисы». В феврале 2018 года Юрий Платонов выходил в одном звене с отцом в составе «Металлурге» на турнире в Давосе, а 2 сентября они сыграли вместе в матче КХЛ со «Слованом» (5:1). В сезоне 2018/19 КХЛ Платонов провёл в КХЛ пять матчей, в следующем — один, выступая помимо «Стальных лис» в «Зауралье» из ВХЛ. В сезоне 2020/21 сыграл 29 матчей за «Зауралье» и 7 — за «Металлург». Сезон 2021/22 провёл в тюменском «Рубине» в составе которого завоевал Кубок Петрова. В начале сезона 2022/23 сыграл один матч за «Металлург» и 4 за «Южный Урал» в ВХЛ, после чего 31 октября был обменян на денежную компенсацию в «Северсталь». Провёл в КХЛ пять матчей и 30 ноября расторг контракт по соглашению сторон. Вскоре подписал соглашение с клубом ВХЛ «Металлург» Новокузнецк, 4 июня 2024 года перешёл в «Югру».